# Cheias de charme
 (срп. Пуне шарма) бразилска је теленовела, продукцијске куће Реде Глобо, снимана 2012.

## Синопсис
Прича прати три слушкиње, Марију Апаресиду, Марију де Пењу и Марију де Росарио, које су запослене у богаташком насељу Рија де Жанеира. Њихове судбине ће се укрстити једног дана када се све три нађу у затвору, у истој ћелији. Тада полажу заклетву да ће заједно успети у животу.
Росарио је куварица која жели да постане певачица. Залуђени је фан певача Фабијана, познатијег као "Принц домаћица", наћи ће се између две ватре када се у њен живот појави Инасио, верна копија њеног идола.
Сида је попут Пепељуге. Наивна девојка која је открила да је нешто више од слушкиње у породици која је одгајила, Сарментових. Првобитно је била девојка цртача графита, Родинеја, али пада у канџе амбициозног Конрада, који ће је искористити да би напредовао у животу. Временом ће праву љубав наћи у сиромашном адвокату Елану.
Пења је борбена жена која је одгајала брата Елана и сестру Алану. Доброг срца, издржава поквареног мужа Сандра. У почетку је радила код Шајене, познате певачице народне музике, али након што Шајене почне да је малтретира, Пења напушта посао и прелази да ради код Шајенине адвокатице Лижије. На Пењино место долази Росарио.
Живот трију Марија постаје прави пакао због певачице Шајене, која упорно жели да поврати некадашњи успех који је имала јер не продаје више ЦД-е, а младост полако одлази. Осећа да је успех напушта и на све начине покушава да се врати у игру. Подршку налази у верном пратиоцу Лаерсију и у Сокоро, која је њен велики фан и урадиће све да буде уз њу.
Шајене је у вези са певачем Фабијаном, кога је прославила. Она ће постати вечни камен спотицања трију Марија које ће постати славни певачки трио "Емпрегетес", када се на интернету појави снимак на коме њих три певају.
Тако ће почети дуга борба за успех и славу између Шајене и три Марије, у којој само један може бити победник…..

## Улоге
| Глумац:             | Улога:                                                           |
| ------------------- | ---------------------------------------------------------------- |
| Таис Араужо         | Марија да Пења Пења Фрагозо Барбоза                              |
| Леандра Леал        | Марија до Росарио Росарио Монтеиро да Силва Паишао               |
| Исабеле Друмонд     | Мариа Апаресида Сида дос Сантос Соуза Фрагозо                    |
| Клаудија Абреу      | Жосилеја Шајене Имбузејро Мигон                                  |
| Рикардо Тоци        | Фабијанилсон Фабијан Брунини / Инасио Паишао                     |
| Малу Гали           | Лижија Мариз Ортега                                              |
| Титина Медеирос     | Марија до Перпетуо Сокоро Сокоро Кордеиро де Жезус / Лејди Прага |
| Маркос Палмеира     | Сандро Барбоза                                                   |
| Жонатас Фаро        | Конрадо Тилман Амаро Вернек                                      |
| Умберто Карао       | Елано Фрагозо                                                    |
| Алешандра Рихтер    | Сонија Муниз Лyра Сарменто                                       |
| Тато Габус Мендес   | Ернани Сарменто                                                  |
| Бруно Мацео         | Антонио Том Бастос                                               |
| Жизеле Батиста      | Изадора Муниз Лyра Сарменто                                      |
| Жаиме Матарацо      | Родинеј Роди Максимилијано де Лима                               |
| Шандели Браз        | Брунеза де Алмеида дос Анжос                                     |
| Таина Милер         | Лијара Мариз                                                     |
| Араси Балабанијан   | Маслова Тилман                                                   |
| Симоне Гутијерез    | Аријела Сарменто Жордãо                                          |
| Родриго Пандолфо    | Умберто Жордãо                                                   |
| Луиз Енрике Ногејра | Лаерсио Мигон                                                    |
| Марија Елена Шира   | Далија                                                           |
| Марилија Мартинс    | Симоне Брунини                                                   |